# Globalizace: důsledky pro člověka
Globalizace: Důsledky pro člověka (Globalization: The Human Consequences) je kniha od Zygmunta Baumana, kterou vydal v roce 1998. V této knize jsou popsány příčiny a důsledky globalizace. Dále Bauman analyzuje změny vzniklé vlivem tohoto jevu v různých sférách života západní společnosti.

## Kapitoly

### Čas a třída
První kapitola zkoumá vazbu mezi historicky se měnící povahou času a prostoru a vzorcem a škálou sociální organizace. Pozoruje účinky současné časoprostorové komprese na strukturaci planetárních a teritoriálních společností a komunit. Akcionářům náleží společnost, to je dáno tím, že jsou skutečně osvobozeni od prostoru.
Následně se rozebírá nově získaná nezávislost globálních elit na územně omezených jednotkách politické a kulturní moci a je tu sledováno jisté zneschopnění této moci (nová podoba absentujících „landlordů“).
Objevuje se i  otázka hranic a vývoje vzdálenosti v závislosti na vývoji dopravy v historii.
Popsána je i proměna výrazu sousedství v dnešním velkoměstě.

### Války s prostorem: zpráva o průběhu
Druhá kapitola se zabývá vnucováním umělosti za účelem zvýšené transparentnosti. Čitelnost prostoru se stala jedním z hlavních strategických cílů moderního státu o svrchovanou moc, což vedlo od jeho mapování, upuštění od antropomorfních měřítek až po reorganizaci. Vysvětluje, že utopistické vize dokonalých měst, řídicích se principy uniformity a pravidelnosti, nebyly slučitelné s realitou, jakožto svým obyvatelům odebírali pocit lidskosti.
Dále rozebírá takzvaný „městský strach“- na rozdíl od obav které kdysi vedly k budování měst aby chránily své obyvatele před nebezpečím zvenčí, dnes je hrozbou nepřítel uvnitř. Hlavní strategií přežití není držet při sobě, nýbrž se separovat. 
V poslední částí opisuje vznik „superpanoptika“, do něhož sami lidi, na než se dohlíží, dodávají informace.

### Co dál po národním státě?
Zde se jedná především o politické svrchovanosti států a jak ji ovlivňují globalizovaná ekonomika, finance a informace. Jsou zde také zmíněny paralyzující účinky globalizace na schopnost vlád u jednotlivých států. 
Svět upadá dle Baumana do Globálního Schizmatu a nepůsobí už tak jednotně.
Snaha o univerzalizaci se přeměnila v globalizaci. Snaha o vytvoření nadnárodní kontroly vedla ještě k větší roztříštěnost a konečným výsledkem je džungle.
Je to podlamování takzvané “opory třínožky svrchovanosti” (ekonomika, vojenská a kulturní soběstačnost) s tím, že se první bortí ekonomika. Rozdíly mezi vnitřním a globálním trhem se téměř ztrácí.

### Turisté a tuláci
Současný svět je charakterizován neustálým pohybem. Nejenom fyzickým, ale i přes internet, televizi a další nástroje poznávání světa. 
Postmoderní společnost je “konzumní“. Současný konzument pořad potřebuje hledat nová pokušení. Není cílem uspokojit potřebu, ale spíše prožít pocit touhy po něčem.
Povaha pohybu lidi je rozdílná pro různé sociální skupiny. Pro bohaté („turisté“) je cestování zábavou. Naopak chudší vrstvy společnosti („tuláci“) cestují spíše vynuceně, např. jako imigranti. 
Turisté mají možnost volby, a proto jsou obdivovány tuláky. Turista se ale vždycky bojí, že kvůli špatnému rozhodnutí se z něho jednou muže stát tulák.

### Globální zákony, lokální řády
Ve dnešní době je kladen velký důraz na věznice „imobilizující“ určitou sociální skupinu, která se potom stává vyloučenou a neschopnou  k normálnímu životu a pohybu. 
Počet odsouzených lidi stoupá. Potrestání jsou spíše obyčejné lidé, než členové vyšší společnosti. Vzniká dojem, že kriminalita existuje mnohem víc v chudších sociálních vrstvách, než v bohatších, a proto se objevuje izolování „lokalit“.